# Mistrzostwa Polski w Kolarstwie Szosowym 2025
Mistrzostwa Polski w Kolarstwie Szosowym 2025 – zawody w kolarstwie szosowym mające wyłonić najlepszych zawodników i zawodniczki w Polsce w sezonie 2025.

## Medaliści
| Mistrzostwa Polski w Kolarstwie Szosowym 2025 | Mistrzostwa Polski w Kolarstwie Szosowym 2025 | Mistrzostwa Polski w Kolarstwie Szosowym 2025   | Mistrzostwa Polski w Kolarstwie Szosowym 2025       | Mistrzostwa Polski w Kolarstwie Szosowym 2025   | Mistrzostwa Polski w Kolarstwie Szosowym 2025 | Mistrzostwa Polski w Kolarstwie Szosowym 2025 |
| Data                                          | Państwo                                       | Wyścig                                          | Zwycięzca                                           | Drugie miejsce                                  | Trzecie miejsce                               |                                               |
| --------------------------------------------- | --------------------------------------------- | ----------------------------------------------- | --------------------------------------------------- | ----------------------------------------------- | --------------------------------------------- | --------------------------------------------- |
| 26 cze                                        | Polska                                        | Mistrzostwa Polski – jazda indywidualna na czas | Filip Maciejuk (Red Bull-Bora-Hansgrohe)            | Kamil Małecki (Q36.5 Pro Cycling Team)          | Piotr Pękala (ATT Investments)                |                                               |
| 26 cze                                        | Polska                                        | Mistrzostwa Polski – jazda indywidualna na czas | Agnieszka Skalniak-Sójka (Canyon//SRAM zondacrypto) | Katarzyna Niewiadoma (Canyon//SRAM zondacrypto) | Marta Jaskulska (Ceratizit Pro Cycling Team)  |                                               |